# 高元度
高 元度（こう げんど）は、奈良時代の貴族。高句麗王族系の渡来人。官位は従五位上・左平準令。

## 経歴
天平勝宝4年（752年）の第12次遣唐使の大使として渡唐しそのまま在唐していた藤原清河を日本に帰国させるために、淳仁朝の天平宝字3年（759年）正月に遣唐使船1隻、総勢99名の第13次遣唐使が編成される。遣唐使は『よつのふね』とも呼ばれ、全盛期は400人以上、船4隻という規模であったことから、この第13次遣唐使は比較的小規模であった。ここで、高元度は迎入唐大使使（入唐大使を迎える使者）に任命され、外従五位下に叙せられる。
2月に帰国する渤海使・揚承慶と共に遣唐使一行は渤海へ渡るが、安史の乱により唐は騒乱状態であったことから、総勢99人のうち高元度ら11人だけが唐に赴くこととなり、判官の内蔵全成らは10月に日本に帰国した。高元度は渤海の賀正使・揚方慶に随って入唐し、武器の見本として甲冑・刀・槍・矢などを与えられる。しかし、反乱軍がまだ平定されておらず行路に不安があることを理由に藤原清河の帰国は許されず、高元度らのみ南路で帰国することとなり、中謁者（皇帝の側近）・謝時和に率いられて蘇州へ向かう。天平宝字5年（761年）8月に謝時和は蘇州刺史・李岵と協議して長さ8丈（24m）の船1隻を建造し、9人の水手と30人をもって高元度を日本に帰国させた。なお、高元度が帰国する際、安史の乱の平定で多くの武器を失ったことから、帰国したら弓を作るための牛の角を贈ってほしい旨、唐の皇帝・粛宗から求められていたため、同年10月に日本の朝廷は東海道・東山道・北陸道・山陰道・山陽道・南海道諸国から牛角7800隻を貢納させて備蓄し、安芸国で遣唐使船4隻を建造させている。同年11月元度は渡唐の功労により外従五位下から内位の従五位上に昇叙された。
のち、三河守・左平準令を務めている。

## 官歴
『六国史』による。
- 天平宝字3年（759年） 正月30日：外従五位下、迎入唐大使使
- 天平宝字4年（760年） 正月16日：能登守
- 天平宝字5年（761年） 11月3日：従五位上（内位）
- 天平宝字6年（762年） 正月9日：三河守
- 天平宝字7年（763年） 7月14日：左平準令